# إحصاء حسابي

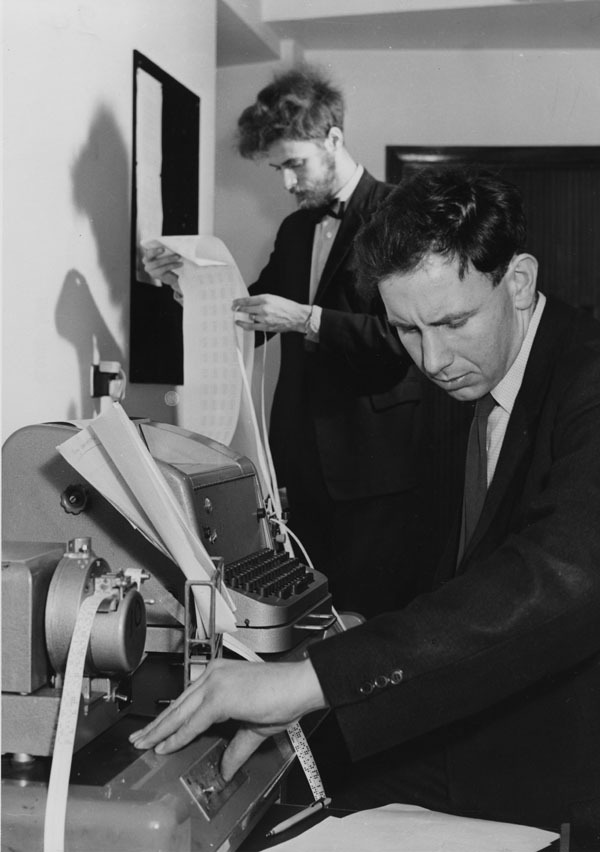
طلاب يعملون في غرفة الإحصاءات في كلية لندن للاقتصاد في عام 1964.

الإحصاء الحسابي، أو الحوسبة الإحصائية، هو الرابط بين الإحصاء وعلوم الكمبيوتر، ويشير إلى الأساليب الإحصائية التي يتم تمكينها باستخدام الأساليب الحسابية. إنه مجال العلوم الحسابية (أو الحوسبة العلمية) الخاص بعلم الإحصاء الرياضي. ويتطور هذا المجال أيضًا بسرعة، مما يؤدي إلى ظهور دعوات بضرورة تدريس مفهوم أوسع للحوسبة كجزء من التعليم الإحصائي العام.
كما هو الحال في الإحصاء التقليدي، فإن الهدف هو تحويل البيانات الأولية إلى معرفة،  ولكن التركيز ينصب على الأساليب الإحصائية المكثفة باستخدام الكمبيوتر، مثل الحالات ذات حجم العينة الكبير جدًا ومجموعات البيانات غير المتجانسة.
غالبًا ما يتم استخدام مصطلحي "الإحصاءات الحسابية" و"الحوسبة الإحصائية" بالتبادل، على الرغم من أن كارلو لاورو (الرئيس السابق للرابطة الدولية للحوسبة الإحصائية) اقترح التمييز بين تعريف "الحوسبة الإحصائية" على أنها "تطبيق علوم الكمبيوتر على الإحصاء "، و"الإحصاءات الحسابية" على أنها "تهدف إلى تصميم خوارزمية لتنفيذ الأساليب الإحصائية على أجهزة الكمبيوتر، بما في ذلك تلك التي لم يكن من الممكن تصورها قبل عصر الكمبيوتر (مثل التمهيد والمحاكاة)، وكذلك للتعامل مع المشكلات المستعصية تحليليًا" [تكذية] .
يمكن أيضًا استخدام مصطلح "الإحصائيات الحسابية" للإشارة إلى الأساليب الإحصائية المكثفة حسابيًا بما في ذلك طرق إعادة العينات، وطرق سلسلة ماركوف مونت كارلو، والانحدار المحلي، وتقدير كثافة النواة، والشبكات العصبية الاصطناعية والنماذج المضافة المعممة.